# Kapuzinerstraße 42 (Mönchengladbach)

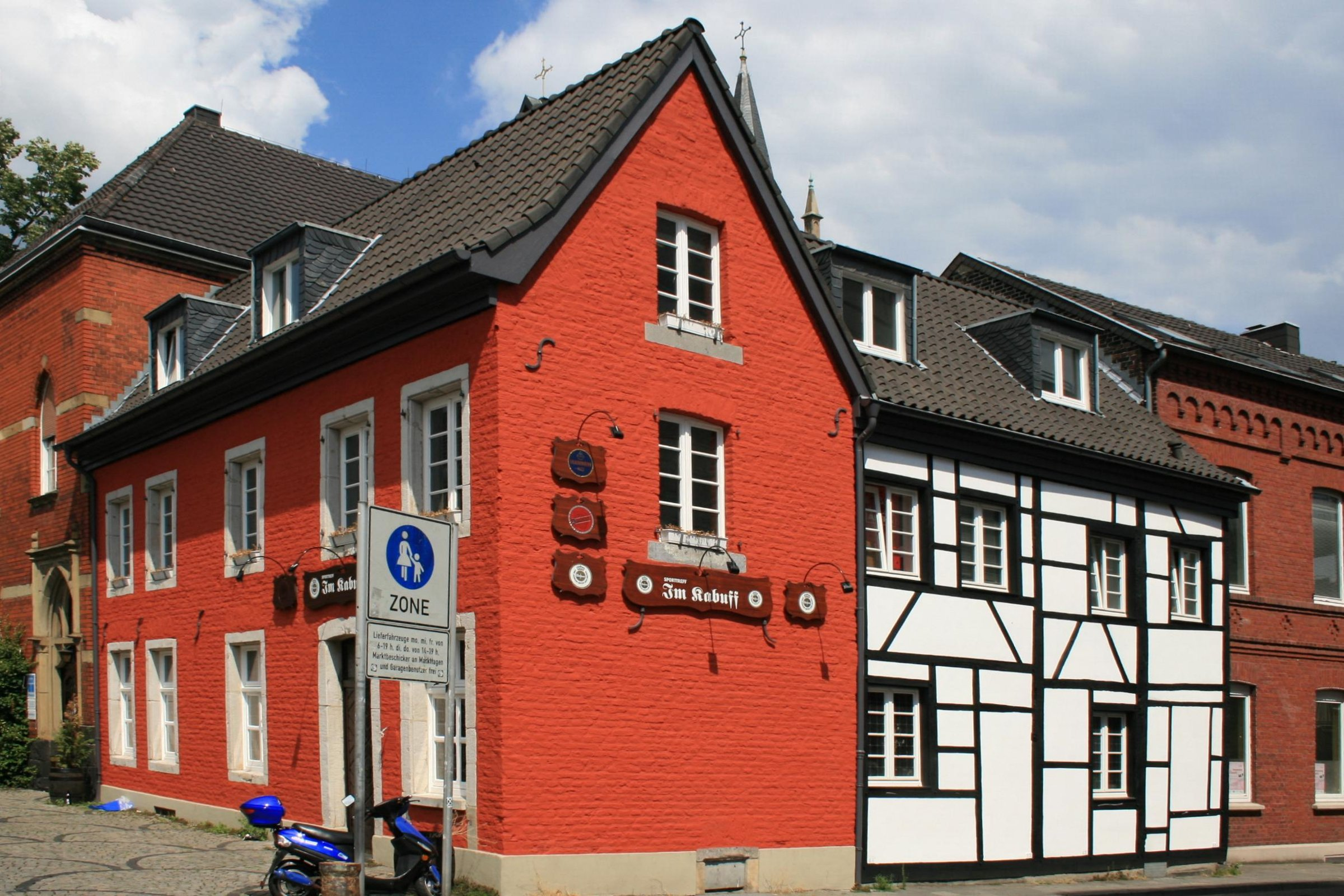
Wohngeschäftshaus (2010)

Das Wohngeschäftshaus Kapuzinerstraße 42 steht in Mönchengladbach (Nordrhein-Westfalen) im Stadtteil Gladbach.
Das Gebäude wurde in der ersten Hälfte des 18. Jahrhunderts erbaut. Es wurde unter Nr. K 045 am 27. Februar 1991  in die Denkmalliste der Stadt Mönchengladbach eingetragen.

## Architektur
Das Objekt liegt an der Straßenkreuzung Marktstieg/Kapuzinerstraße südöstlich des Kapuzinerplatzes in historischen Stadtzentrum. Es handelt sich um ein regelmäßig fünfachsiges, zweigeschossiges traufständiges Gebäude unter einem Satteldach.